# 喬坎·拉佛斯
喬坎·拉佛斯（法語：Joachim Lafosse；1975年1月18日—）是比利時電影導演與編劇。

## 生平
2008年，他執導的《虛有權》與法國演員伊莎貝·雨蓓合作，該片進入第63屆威尼斯影展正式競賽單元。2021年，他則以《不可調和》進入第74屆坎城影展正式競賽單元。

## 電影作品
- 2004年：《私自瘋狂》(Folie privée)
- 2006年：《讓你愉快》(Ça rend heureux)
- 2006年：《虛有權》(Nue Propriété)
- 2008年：《私家課程（英语：Private Lessons (2008 film)）》(Élève libre)
- 2012年：《如果愛是這樣（英语：Our Children）》(À perdre la raison)
- 2015年：《白騎士》(Les Chevaliers Blancs)
- 2016年：《愛過了（英语：After Love (2016 film)）》(L'Économie du couple)
- 2018年：《繼續向前（英语：Continuer (film)）》(Continuer)
- 2021年：《不可調和（英语：The Restless (2021 film)）》(Les Intranquilles)

## 外部連結
- 喬坎·拉佛斯在互联网电影资料库（IMDb）上的資料（英文）